# Кривина (Русенська область)
Кривина́ (болг. Кривина) — село в Русенській області Болгарії. Входить до складу общини Ценово.

## Населення
За даними перепису населення 2011 року у селі проживали 470 осіб.
Національний склад населення села:
| Національність   | Кількість осіб | Відсоток |
| ---------------- | -------------- | -------- |
| болгари          | 460            | 98,9%    |
| турки            | 3              | 0,6%     |
| не визначились   | 0              | 0%       |
| Всього відповіли | 465            |          |

Розподіл населення за віком у 2011 році:
Динаміка населення: